# Романенко, Юрий Викторович
Ю́рий Ви́кторович Романе́нко (род. 1 августа 1944, пос. Колтубановский, Бузулукский район, Оренбургская область) — лётчик-космонавт СССР, дважды Герой Советского Союза.

## Биография
Родился в посёлке Колтубановский Бузулукского района Оренбургской области в семье военного моряка. Окончил среднюю школу № 23 г. Калининграда, по окончании которой работал бетонщиком, слесарем, а в 1962 году поступил в Черниговское высшее военное авиационное училище лётчиков.
Член Коммунистической партии Советского Союза с 1965 г.

После окончания военного училища 1966 г. с отличием оставлен в нём в должности летчика- инструктора.
Должность космонавта в отряде космонавтов получил 6 июля 1972 года, а до этого с 27 апреля 1970 года был на должности слушателя-космонавта.

В 1981 г.без отрыва от основной работы закончил Военно-воздушную академию имени Ю. А. Гагарина.

По состоянию на 1998 год Юрий Романенко обладал рекордным налётом, 430 суток 18 ч 20 мин.
Сын космонавт Роман Юрьевич Романенко пошёл по стопам отца.

### Первый космический полёт
Совершил в период с 10 декабря 1977 года по 16 марта 1978 года полёт на космическом корабле Союз-26 в качестве командира корабля к орбитальной станции Салют-6, вместе с Георгием Михайловичем Гречко. Во время этого полёта выполнил один выход в открытый космос продолжительностью 1 час 28 минут. Возвращение на Землю происходило на спускаемом аппарате космического корабля Союз-27. Общая продолжительность полёта составила 96 суток 10 часов и 7 секунд.
После успешного завершения полёта 16 марта 1978 года, за проявленное мужество и героизм, ему было присвоено воинское звание — полковник, почётное звание Герой Советского Союза с вручением медали «Золотая Звезда» и награждением орденом Ленина, почётное звание Лётчик-космонавт СССР и присвоен класс «Лётчик-космонавт 3 класса». Также в этом году он был удостоен почётного звания «Герой ЧССР». В этом полёте космонавты стали первыми, кто встретил Новый год в космосе. В честь этого полёта Гречко и Романенко, одна из улиц города Северодвинска была названа улицей Советских космонавтов. До полёта Владимира Ремека был самым молодым (по дате рождения) из слетавших в космос.

### Второй космический полёт
Происходил с 18 по 26 сентября 1980 года. В этом полёте Юрий Викторович был командиром космического корабля Союз-38 и советско-кубинской экспедиции посещения орбитальной станции Салют-6, вместе с кубинским космонавтом-исследователем Арнальдо Тамайо Мендесом. Этот полёт продолжался 7 суток 20 часов 43 минуты 24 секунды.
После успешного завершения полёта 26 сентября 1980 года он стал дважды Героем Советского Союза, был удостоен вручения второй медали «Золотая Звезда» и был награждён вторым орденом Ленина, а 30 сентября ему был присвоен класс «Лётчик-космонавт 2 класса». Также в этом году он был удостоен почётного звания «Герой Республики Куба».

### Третий полёт
Происходил с 5 февраля по 29 декабря 1987 года. Юрий Викторович в этом полёте был командиром основной экспедиции на орбитальном комплексе Мир. Космический полёт к комплексу происходил на космическом корабле Союз ТМ-2, вместе с бортинженером Александром Ивановичем Лавейкиным, с ним они проработали на орбите до июля, а затем Лавейкина сменил прибывший с экспедицией посещения на Союз ТМ-3 Александр Павлович Александров. Это была первая частичная замена основного экипажа орбитальной станции в истории космонавтики. Во время полёта совершил три выхода в открытый космос общей продолжительностью 8 часов 48 минут. Возвращение на Землю происходило на спускаемом аппарате космического корабля Союз ТМ-3 вместе А. П. Александровым и А. С. Левченко, прибывшим на станцию на Союз ТМ-4. Общая продолжительность полёта составила 326 суток 11 часов 37 минут 59 секунд.
По завершении полёта 29 декабря 1987 года был награждён третьим орденом Ленина, а 30 декабря ему присвоен класс «Лётчик-космонавт 1 класса». Также в этом году он был удостоен почётного звания «Герой Сирийской Арабской Республики».
С 24 июня 1986 года по 11 октября 1988 года — заместитель командира отряда космонавтов.
Отчислен из отряда космонавтов 11 октября 1988 года в связи с переходом на руководящую работу — начальником 3-го управления. Оставался в этой должности до увольнения в запас 2 октября 1995 года.

## Воинские звания
- Лейтенант (27.10.1966).
- Старший лейтенант (30.12.1968).
- Капитан (3.02.1971).
- Майор (21.02.1974).
- Подполковник (14.12.1976).
- Полковник (17.03.1978).

## Награды
Государственные награды СССР и РФ
- Две медали «Золотая Звезда» Героя Советского Союза (16 марта 1978, 26 сентября 1980)
- три ордена Ленина (16 марта 1978, 26 сентября 1980, 29 декабря 1987)
- Орден Красной Звезды (1976)
- Медаль «За заслуги в освоении космоса» (12 апреля 2011) — за большие заслуги в области исследования, освоения и использования космического пространства, многолетнюю добросовестную работу, активную общественную деятельность[7]
- Медаль Алексея Леонова (Кемеровская область, 2015) — за три совершённых выхода в открытый космос[8]
- Почётный знак ВЛКСМ
- Почётная грамота Российской академии наук (19 июля 2024) — за большой вклад в развитие отечественной науки, космической техники, ряда отраслей экономики и в связи с юбилеем

Награды иностранных государств
- Медаль «Золотая Звезда» Героя Чехословацкой Социалистической Республики (16 марта 1978)
- Медаль «Золотая Звезда» Героя Республики Куба (1980)
- Герой Сирийской Арабской Республики
- Орден Клемента Готвальда (Чехословакия, 16 марта 1978)
- Орден «Плайя Хирон» (Куба, 1980)
- орден «Народная Республика Болгария» I степени (1979)
- Медаль «30-я годовщина ВВС Республики Куба» (1986)
- Медаль «100-летие падения Османского ига» (НРБ)
- медаль «За укрепление дружбы по оружию» I степени (ЧССР)
- орден «Мадарский всадник» I степени (Болгария, 2008)

Награды субъектов РФ
- почётный знак «За заслуги перед Таймыром» (9 декабря 2005 года)[9]

Почетный гражданин городов: Минусинск, Калуга, Калининград, Джезгазган, Бузулук, Аркалык, Братислава (2 мая 1987 года), Прага, Хьюстон (США). На Родине Героя ему установлен бронзовый бюст.
2